# Prepona werneri
Espèce
Prepona werneri est une espèce d'insectes lépidoptères (papillons) de la famille des Nymphalidae, de la sous-famille des Charaxinae, de la tribu des Preponini et du genre Prepona.

## Systématique
L'espèce Prepona werneri a été décrite en 1925 par Erich Martin Richard Hering (1893-1967) et Werner Hopp (d) (fl. 1925).

## Description
Prepona werneri est un grand papillon à corps noir et à face dorsale noire à plage bleu métallisé, aux ailes antérieures une bande bleue depuis le bord interne allant ou non jusqu'au bord costal et aux ailes postérieures une plage bleue centrale.
Le revers est de couleur marron chocolat uni caractéristique.

## Écologie et distribution
Prepona werneri est présent en Colombie et en Guyane,.

### Protection
Pas de statut de protection particulier.